# Борщевич Володимир Трохимович
Володимир Трохимович Борщевич (*1973, с.Красноволя, тепер Маневицький район, Волинська область, Україна) — доктор історичних наук, голова Рівненського обласного відділення товариства «Меморіал» ім. В. Стуса.

## Біографія
Народився 1973 року в селі Красноволя Маневицького району Волинської області. Закінчив у 1990 р. середню школу із золотою медаллю, історичний факультет ВНУ ім. Лесі Українки у 1995 р. З 1994 р. по 1999 р. був викладачем історії України та загально-церковної історії, інспектором Волинської духовної семінарії, також очолював створене при Волинській духовній семінарії УПЦ-КП Наукове товариство ім. митрополита Полікарпа (у 1997–1999 рр.), Музей української церковної старожитности. Його дипломну роботу у ВДУ (1995 р.), а згодом кандидатську дисертацію (2000 р.) під керіництвом професора Володимира Кіндратовича Барана було присвячено волинському національно-церковному відродженню 1920-х-1930-х рр. Перша книга В. Борщевича «Доля священиків УАПЦ на Волині» побачила світ у 1997 р. У 1998 р. надруковано другу книгу дослідника «Автономна церква на Волині».
У 1998–1999 рр. також був одним з редакторів Волинської єпархіальної газети «Єдина церква».
У 2000 р. захистив кандидатську дисертацію в Інституті українознавства імені Івана Крип'якевича НАН України у Львові. У 2000 р. надрукував книги «Отець Микола Малюжинський на тлі епохи» та «Українське церковне відродження на Волині у 20-40-х рр. XX ст.»
З 2000 р. по 2018 р. працює старшим редактором відділу тематичних радіопрограм Рівненської обласної державної телерадіокомпанії. У 2003–2006 рр. працював викладачем Рівненської духовної семінарії УПЦ-КП. У листопаді 2006 р. зарахований в докторантуру при Волинському національному університеті імені Лесі Українки. У 2011 р. успішно захистив дисертацію на здобуття наукового ступеня доктора історичних наук за спеціальністю 07.00.01. — історія України.
Також у 2011 році очолив Рівненське обласне товариство "Меморіал" після того, як ним перестав керувати попередній голова Борейко Михайло Семенович. . Заступником Борщевича на посаді голови стала Ярощук Валентина Петрівна, як голова виконкому .
У 2012 р. за благословенням митрополита Луцького і Волинського Михаїла (Зінкевича) при Волинській православній богословській академії УПЦ-КП було почато організаційні заходи зі створення «Наукового інституту дослідів православ'я Волині», головою якого номіновано Володимира Борщевича, та про існування якого офіційно було оголошено на актовий день у ВПБА 23 жовтня 2012 року. Як відзначив у той день ректор академії, протоієрей Швець Ігор Федорович: "Усе це дасть змогу ширше співпрацювати не тільки з науковцями на Волині, а й за її межами". .
Однак, вища церковна влада вважає створення такого інституту передчасним. У рішенні Священного Синоду УПЦ-КП від 13 грудня 2012 року зазначено: «Порушене Вченою Радою ВПБА питання про створення інституту, як таке, вирішення якого перевищує владу єпархіального архієрея, слід було направити для вивчення до вказаного Синодального (навчального)управління. Враховуючи, що Волинська православна богословська академія лише нещодавно була реорганізована з Волинської духовної семінарії, вважати недоцільним створення при ній будь-яких нових навчальних чи науково-дослідних структур»."..
У 2021 році видано книгу "Митрополит Олексій Громадський в історії українського православ'я першої половини ХХ століття". 

## Наукова та літературно-публіцистична діяльність
Автором низки книг, досліджень:
- Доля священиків УАПЦ Волині у 1944–1950 рр. Луцьк , 1997;
- Автономна Православна Церква на Волині. Луцьк , 1998;
- Українська православна церква на Волині у 20-40-х рр. XX ст.: дис… канд. іст. наук: 07.00.01 / Ін-т українознав. ім. Івана Крип'якевича НАН України. Львів, 2000;
- Українське церковне відродження на Волині (20-40-ві рр. XX ст.). Монографія. Луцьк, 2000;
- Отець Микола Малюжинський на тлі епохи. Луцьк, 2000;
- Волинський пом'янник. Рівне, 2004;
- Волинське духовенство у XX столітті: ідентичність, статус, еволюція : монографія / Волин. нац. ун-т ім. Лесі Українки. Луцьк, 2010;
- Православне духовенство Волині у XX столітті : дис. … д-ра іст. наук. : 07.00.01 / Нац. акад. наук України, Ін-т українознав. ім. І. Крип'якевича, Ін-т народознавства.— Львів, 2011;
- Митрополит Олексій (Громадський) в історії українського православ'я першої половини ХХ ст. Рівне, 2021.

Також, автор статей з історії Української Православної Церкви на Волині.
Друкувався в журналах, збірниках, альманахах, газетах України, західного українського світу США, Канади, Великої Британії. Австралії, Польщі з історії рідної церкви, нашої землі, ставши автором не лише наукових праць, а й також публіцистики, архівознавчих, краєзнавчих розвідок тощо. За заслуги у науково-дослідній праці, відродженні духовності України, Волині та утвердженні Помісної Української церкви нагороджений Святійшим патріархом Філаретом, численними грамотами і подяками найвищої церковної і державної влади України та Рівненщини зокрема.
Починаючи з 2010 року, веде літературно-публіцистичний блог на сайті інтернет-журналу «Gazeta.Ua».

## Напрямки наукових досліджень
Головними напрямками праць Володимира Борщевича стали: історія Української православної церкви у XX ст., Польської автокефальної православної церкви, а також вивчення біографій репресованого духовенства історичної Волині, допоміжні історичні дисципліни (сфрагістика, боністика, палеографія, філателія, філокартія)